# NGC 5603
NGC 5603 (auch NGC 5603A) ist eine 13,0 mag helle, Linsenförmige Galaxie mit aktivem Galaxienkern vom Hubble-Typ S0 im Sternbild Bärenhüter am Nordsternhimmel. Sie ist schätzungsweise 257 Millionen Lichtjahre von der Milchstraße entfernt und hat einen Durchmesser von etwa 80.000 Lichtjahren. Sie bildet zusammen mit dem Nicht-NGC-Objekt PGC 51372 (auch NGC 5603B) das gravitativ gebundene Galaxienpaar Holm 641.

Im selben Himmelsareal befinden sich u. a. die Galaxien NGC 5582, NGC 5598, NGC 5601.
Das Objekt wurde  am 29. April 1788 von Wilhelm Herschel mit einem 18,7-Zoll-Spiegelteleskop entdeckt, der sie dabei mit „cF, pS“ beschrieb.